# Сила закону (фільм, 1932)
«Сила закону» (англ. Arm of the Law) — американська пригодницька комедія, детектив режисера Луїса Кінга 1932 року.

## Сюжет
Репортер і детектив об'єднуються, щоб розслідувати вбивство співачки нічного клубу.

## У ролях
- Рекс Белл — Робін Дейл, репортер
- Марселін Дей — Сенді
- Ліна Баскуїтт — Зельма Шоу, танцівниця
- Дороті Ревьєр — місіс Естель Брендес
- Брайант Вошберн — Джон Веллінг
- Дональд Кіт — Біллі Тріт
- Роберт Фрейзер — Георг Брендес
- Роберт Емметт О'Коннор — капітан Блейк, начальник детектива
- Дороті Крісті — місіс Міртл Веллінг